# Morgan Stanley
Morgan Stanley (NYSE : MS) est une banque américaine dont le siège social est le Morgan Stanley Building situé dans le quartier de Midtown dans l'arrondissement de Manhattan à New York. Morgan Stanley est implantée dans 42 pays et dispose d'un réseau de 1 300 bureaux employant 60 000 collaborateurs. L'entreprise fait état d'un total de 7000 milliards de dollars d'actifs gérés pour le compte de clients en 2024, disposant de plus de 600 branches aux États-Unis, ce qui en fait l'un des plus grands acteurs de la gestion de fortune.
Aujourd'hui, la banque exerce ses activités dans trois grands domaines : la banque privée, la banque d'investissement et la gestion d'actifs.
Le PDG de Morgan Stanley, James Gorman, est désormais le dirigeant de banque le mieux payé d'Amérique après une augmentation de 22 % au cours d'une année record pour l'entreprise (33 millions de dollars pour 2020).

## Activités
- Banque de financement et d'investissement.

- Gestion de patrimoine.

- Gestion d'actifs et de fonds d'investissement.

## Histoire

### La banque d'origine (1935-1997)
La firme a été créée par les associés de J.P. Morgan & Co., Henry S. Morgan (en) (petit-fils de John Pierpont Morgan), Harold Stanley (en) et d'autres ; elle voit le jour le 16 septembre 1935 en réaction au Glass-Steagall Act qui exigeait la séparation entre banques d'affaires et banques commerciales. La première année, l'entreprise atteint[Où ?] 24 % de part de marchés (US$1.1 milliard) dans les introductions en bourse et placements privés. 
En 1996, Morgan Stanley acquiert l'entreprise de gestion d'actifs Van Kampen American Capital, qui emploie 1 200 personnes, pour 745 millions de dollars.

### Morgan Stanley après la fusion (depuis 1997)
En 1997, Morgan Stanley fusionne avec Dean Witter Reynolds, pour créer la plus importante entreprise de courtage des États-Unis, avec 44 200 employés, dans une transaction d'un montant de 10,2 milliards de dollars. Les actionnaires de Dean Witter Reynolds reçoivent alors 55 % du nouvel ensemble, appelé Morgan Stanley, Dean Witter, Discover, contre 45 % pour ceux de Morgan Stanley,.
En avril 2003, Morgan Stanley signe avec 9 autres banques un Accord amiable du 28 avril 2003 à Wall Street (compromis et une amende) avec la SEC et  l'association des courtiers américains d'un montant global pour ces 10 banques de 1,4 milliard de dollars.
Le 11 avril 2006, Morgan Stanley signe un accord de vente avec le Groupe Canal+ pour racheter le Paris Saint-Germain Football Club aux côtés des fonds d'investissement Colony Capital et Butler Capital Partners. Le 20 juin de la même année, la banque acquiert officiellement 33,33 % des parts du club français.
En décembre 2006, Morgan Stanley scinde son activité de carte de crédit dans une nouvelle structure qui deviendra Discover Financial,.
Sous la direction de James Gorman et Colm Kelleher, la banque évite, lors de la crise financière de 2008, de se faire racheter par le gouvernement. 
En 2009, Morgan Stanley fusionne ses activités de gestion de fonds avec celles de Smith Barney, filiale de Citigroup, dans une coentreprise, que détient Morgan Stanley à 51 %, sous le nom de Morgan Stanley Smith Barney. Morgan Stanley en plus de cette participation dans cet ensemble verse la somme de 2,7 milliards de dollars à Citigroup regroupant près de 20 000 employés pour 1,7 billions d'actifs gérés. Dès la création de cette coentreprise, Morgan Stanley annonce son intention d'acquérir à terme la totalité des actions de celles-ci sous une durée de 5 ans,.
Le 30 juin de la même année, Morgan Stanley vend l'intégralité de ses parts détenus dans le Paris Saint-Germain à Colony Capital, actionnaire majoriatire du club. En octobre, sa filiale Van Kampen Investments, qui gère 119 milliards de dollars d'actifs, est vendu à Invesco contre 1,5 milliard de dollars, en plus d'une participation de 9,4 % dans Invesco,. 
En avril 2010, la banque d’affaires américaine enregistrait la plus grande perte jamais réalisée par un fonds spécialisé dans l’immobilier soit 8,8 milliards de dollars. Le 2 septembre 2011, le gouvernement des États-Unis a commencé des poursuites judiciaires contre Morgan Stanley pour son rôle dans la crise des subprimes.
En 2012, Morgan Stanley monte sa participation dans Morgan Stanley Smith Barney de 51 % à 65 %, en acquérant une participation de 14 % détenue par Citigroup contre 1,89 milliard de dollars. Dans le même temps cette filiale est renommée Morgan Stanley Wealth Management,. En juin 2013, Morgan Stanley acquiert les 35 % qu'il ne détient pas encore dans Morgan Stanley Smith Barney pour 4,7 milliards de dollars. En mars 2013, Morgan Stanley Wealth Management avait 16 284 employés pour 1,79 billions d'actifs gérés.
En mars 2015, Morgan Stanley scinde ses activités de commerce de gaz naturel, dans une nouvelle entité indépendante, Pentagon Energy, à la suite de la pression de la Réserve fédérale des États-Unis. En mai 2015, Morgan Stanley vend ses activités de courtages de pétrole à Castleton Commodities International pour un montant inconnu, mais estimé à plus d'un milliard de dollars,. En juillet 2015, Morgan Stanley vend ses activités de commerce de gaz naturel et d'énergie en Europe à Shell, pour un montant indéterminé.
En février 2020, Morgan Stanley annonce l'acquisition de E-Trade, pour 13 milliards de dollars.
En mars 2021, la banque d’investissement annonce propose trois fonds en Bitcoin (BTC) à ses clients.
En mai 2023, Morgan Stanley lève un fonds de 500 millions de dollars dédiés aux investissements climatiques. Le fonds investira dans des entreprises luttant contre le réchauffement climatique. Il espère réduire les émissions de CO2 d'une gigatonne d'ici 2050.
La banque est accusée en 2024 d’avoir trompé la Banque centrale européenne pour contourner les règles post-Brexit.

## Principaux actionnaires
Au 22 février 2020 :
| Mitsubishi UFJ Financial       | 47,6 % |
| SSgA Funds Management          | 7,41 % |
| The Vanguard Group             | 5,99 % |
| China Investment               | 3,70 % |
| T. Rowe Price Associates       | 2,53 % |
| BlackRock Fund Advisors        | 2,06 % |
| JPMorgan Investment Management | 1,87 % |
| Putnam                         | 1,60 % |
| ValueAct Capital Management    | 1,37 % |
| Invesco Advisers               | 1,24 % |

## Affaires

### Poursuite en justice
Bernard Arnault, le président du conseil d'administration de la société de luxe Louis Vuitton Moët Hennessy, avait poursuivi la banque d'investissement en justice à Paris. Arnault a accusé la banque d'avoir surjoué le groupe Gucci dans une bataille de prise de contrôle et d'avoir systématiquement surjoué son groupe Louis Vuitton Moët Hennessy. Morgan Stanley l’a été vendu en premier lieu pour 30 millions d'euros. Il est poursuivi en dommages-intérêts. Dans le second cas, Morgan Stanley a également été condamné à Paris en juin 2006. Dans le litige sur les transactions hypothécaires douteuses, la banque américaine Morgan Stanley a accepté de payer 1,25 milliard de dollars US (925 millions d'euros).

### Affaire EnBW
Dans le cadre de l'affaire EnBW, les bureaux de Morgan Stanley et l'appartement du chef de la section allemande de l'époque Dirk Notheis ont été perquisitionnés par la police le 11 juillet 2012 au nom du parquet de Stuttgart.
Fin août, la commission d'enquête s'est penchée sur le rôle du chef de la section France René Proglio, soupçonné d'avoir un conflit d'intérêts parce que son frère jumeau Henri Proglio, qui est président-directeur général de EDF, a négocié le contrat pour l'EDF.